# Diadem of 12 Stars
Diadem of 12 Stars debitantski je studijski album američkog black metal-sastava Wolves in the Throne Room. Diskografska kuća Vendlus Records objavila ga je 10. veljače 2006.

## O albumu
Sastav je snimio uradak u kolovozu 2005. u studiju Louder u San Franciscu. Njime je privukao pozornost diskografske kuće Southern Lord Records, koja je naknadno, krajem 2006., potpisala ugovor s grupom te ponovno objavila album na gramofonskoj ploči. Artemisia Records, vlastita diskografska kuća skupine, također ga je ponovno objavila deset godina poslije.
Na uratku je radio producent Tim Green, zaslužan i za produkciju albuma Dead as Dreams skupine Weakling.

## Popis pjesama
| 1.    | »Queen of the Borrowed Light«                | 12:58 |
| 2.    | »Face in a Night Time Mirror – Part 1«       | 13:21 |
| 3.    | »Face in a Night Time Mirror – Part 2«       | 13:58 |
| 4.    | »(A Shimmering Radiance) Diadem of 12 Stars« | 20:22 |
| 60:39 |                                              |       |

## Recenzije
| Recenzije           | Recenzije |
| Izvor               | Ocjena    |
| ------------------- | --------- |
| AllMusic            | [ 2 ]     |
| Chronicles of Chaos | 8,5/10    |
| Pitchfork           | 7,9/10    |

Dobio je pozitivne kritike. U osvrtu za AllMusic Eduardo Rivadavia izjavio je da su pjesme „zaista moćne” i da će „uzbuditi i iskusne obožavatelje black metala”. Dao mu je četiri zvjezdice od njih pet. Pedro Azevedo dao mu je osam i pol boda od njih deset pišući za Chronicles of Chaos; izjavio je da je riječ o „agresivnu albumu koji nepretenciozno istražuje različite glazbene puteve i sve ih spaja u smislenu cjelinu” te da je uradak „karakteran i kvalitetan”.
Dan Davis nazvao ga je „raznolikim, neobičnim i katkad iznimno melodičnim albumom” u osvrtu za Metal Injection. Cory D. Byrom dao mu je 7,9 bodova od njih deset pišući za Pitchfork; zaključio je da je to „mračno i nezaboravno djelo koje je jednako i prelijepo i ružno”.

## Zasluge
| Wolves in the Throne Room - Aaron Weaver – bubnjevi, produkcija - Rick Dahlin – gitara, vokal, produkcija - Nathan Weaver – gitara, vokal, produkcija, umjetnički direktor Dodatni glazbenici - Jamie Myers – vokal (na 1., 2. i 4. pjesmi) - Dino Sommese – vokal (na 1. i 3. pjesmi) | Ostalo osoblje - Tim Green – produkcija, snimanje - Jason Ward – mastering - Kevin Ebi – fotografija - John Westrock – fotografija - Johnny Delacey – fotografija - Rachel Carns – omot albuma |